# Communauté de communes du Pays de l'Orne
Ne doit pas être confondu avec Communauté de communes des Sources de l'Orne ou Communauté de communes du Val d'Orne.
La communauté de communes du Pays de l'Orne (CCPO) est une ancienne communauté de communes française, située dans le département de Meurthe-et-Moselle dans la région Grand Est.

## Histoire
La communauté de communes du Pays de l'Orne est créée le 1er janvier 2001, par arrêté préfectoral du 28 décembre 2000, de la fusion de 3 syndicats intercommunaux : le SIAPO (Syndicat Intercommunal de l'Aménagement du Pays de l'Orne), le SIAFI (Syndicat Intercommunal pour l'Aménagement des Friches Industrielles) et le SISIS (Syndicat Intercommunal du Service Incendie).
Le 1er janvier 2014, les communes de Batilly et Saint-Ail rejoignent la CCPO par arrêté préfectoral du 24 septembre 2013, portant le nombre de communes à 10.
La commune de Saint-Ail refuse son rattachement d'office à la communauté de communes, le conseil constitutionnel lui donne raison le 25 avril 2014, réduisant le nombre de communes à 9.
Elle fusionne avec la communauté de communes du Jarnisy et la communauté de communes du Pays de Briey pour former au 1er janvier 2017 la communauté de communes des Pays de Briey, du Jarnisy et de l'Orne.

## Composition
Cette communauté de communes était composée des 9 communes suivantes :
| Nom            | Code Insee | Gentilé      | Superficie (km2) | Population (dernière pop. légale) | Densité (hab./km2) |
| -------------- | ---------- | ------------ | ---------------- | --------------------------------- | ------------------ |
| Auboué (siège) | 54028      | Aubouésiens  | 4,54             | 2 523 (2014)                      | 556                |
| Batilly        | 54051      | Batillais    | 6,37             | 1 236 (2014)                      | 194                |
| Hatrize        | 54253      | Hatriziens   | 7,40             | 773 (2014)                        | 104                |
| Homécourt      | 54263      | Homécourtois | 4,44             | 6 146 (2014)                      | 1 384              |
| Jœuf           | 54280      | Joviciens    | 3,18             | 6 570 (2014)                      | 2 066              |
| Jouaville      | 54283      | Jouavillois  | 11,32            | 315 (2014)                        | 28                 |
| Moineville     | 54371      |              | 8,12             | 1 094 (2014)                      | 135                |
| Moutiers       | 54391      | Moustériens  | 6,82             | 1 589 (2014)                      | 233                |
| Valleroy       | 54542      | Valléresiens | 12,26            | 2 371 (2014)                      | 193                |

## Administration
Le conseil communautaire est composé de 28 délégués, dont 7 vice-présidents.
| Période                                  | Période | Identité            | Étiquette | Qualité                                                                                |
| ---------------------------------------- | ------- | ------------------- | --------- | -------------------------------------------------------------------------------------- |
| Les données manquantes sont à compléter. |         |                     |           |                                                                                        |
| 2001                                     | 2016    | Jean-Pierre Minella | PCF       | Conseiller général du canton d'Homécourt (depuis 1985) Maire d'Homécourt (depuis 1986) |